# Таракановка (Бурятия)
Тарака́новка — село в Кабанском районе Бурятии. Входит в сельское поселение «Брянское».

## География
Расположено на левом берегу реки Селенги в 5 км к северо-востоку от центра сельского поселения — села Тресково. В полукилометре к югу от села проходят федеральная автомагистраль Р258 «Байкал» и Транссибирская магистраль, с расположенным здесь остановочным пунктом Таракановка Восточно-Сибирской железной дороги.

## История
Упоминается в «Ведомости Селенгинского дистрикта о земельных делах» за 1740 год в числе прочих населённых пунктов от Верхнеудинска вниз по Селенге как Таракановская деревня. По преданию основано в начале XVIII века крестьянами Таракановыми, поселёнными на вотчинных землях Селенгинского Троицкого монастыря.

## Население
| 2002 | 2010 |
| ---- | ---- |
| 146  | ↗157 |